# Jean-Luc Grand-Pierre
Pour les articles homonymes, voir Grandpierre.
Jean-Luc Grand-Pierre (né le 2 février 1977 à Montréal, Québec au Canada) est un joueur professionnel canadien de hockey sur glace.

## Carrière de joueur
Natif du Québec, il joua son hockey junior dans la Ligue de hockey junior majeur du Québec de 1993 à 1997. Il fut repêché par les Blues de Saint-Louis en 1995 mais il a été échangé aux Sabres de Buffalo avant même d'être devenu joueur professionnel
.
Il joua majoritairement dans la Ligue nationale de hockey avec différentes équipes avant d'aller jouer en Suède et ensuite en Allemagne. Son exil en Europe prit fin à l'été 2007 alors qu'il signa à nouveau avec un club de la LNH, les Devils du New Jersey. Il ne parvint pas à revenir dans la LNH lors de la saison 2007-2008 et retourna jouer en Allemagne pour le EV Duisburg.

## Statistiques
| Saison     | Équipe                   | Ligue               |     | Saison régulière | Saison régulière | Saison régulière | Saison régulière | Saison régulière |   | Séries éliminatoires | Séries éliminatoires | Séries éliminatoires | Séries éliminatoires | Séries éliminatoires |
| Saison     | Équipe                   | Ligue               | PJ  | B                | A                | Pts              | Pun              | PJ               | B | A                    | Pts                  | Pun                  |                      |                      |
| 1992-1993  | Lions du Lac Saint-Louis | QAAA                | 1   | 0                | 0                | 0                | 2                | -                | - | -                    | -                    | -                    |                      |                      |
| 1993-1994  | Harfangs de Beauport     | LHJMQ               | 46  | 1                | 4                | 5                | 27               | -                | - | -                    | -                    | -                    |                      |                      |
| 1994-1995  | Foreurs de Val-d'Or      | LHJMQ               | 59  | 10               | 13               | 23               | 126              | -                | - | -                    | -                    | -                    |                      |                      |
| 1995-1996  | Foreurs de Val-d'Or      | LHJMQ               | 67  | 13               | 21               | 34               | 209              | 13               | 1 | 4                    | 5                    | 47                   |                      |                      |
| 1996-1997  | Foreurs de Val-d'Or      | LHJMQ               | 58  | 9                | 24               | 33               | 196              | 13               | 5 | 8                    | 13                   | 46                   |                      |                      |
| 1997-1998  | Americans de Rochester   | LAH                 | 75  | 4                | 6                | 10               | 211              | 4                | 0 | 0                    | 0                    | 2                    |                      |                      |
| 1998-1999  | Americans de Rochester   | LAH                 | 55  | 5                | 4                | 9                | 90               | -                | - | -                    | -                    | -                    |                      |                      |
| 1998-1999  | Sabres de Buffalo        | LNH                 | 16  | 0                | 1                | 1                | 17               | -                | - | -                    | -                    | -                    |                      |                      |
| 1999-2000  | Americans de Rochester   | LAH                 | 62  | 5                | 8                | 13               | 124              | 17               | 0 | 1                    | 1                    | 40                   |                      |                      |
| 1999-2000  | Sabres de Buffalo        | LNH                 | 11  | 0                | 0                | 0                | 15               | 4                | 0 | 0                    | 0                    | 4                    |                      |                      |
| 2000-2001  | Blue Jackets de Columbus | LNH                 | 64  | 1                | 4                | 5                | 73               | -                | - | -                    | -                    | -                    |                      |                      |
| 2001-2002  | Blue Jackets de Columbus | LNH                 | 81  | 2                | 6                | 8                | 90               | -                | - | -                    | -                    | -                    |                      |                      |
| 2002-2003  | Crunch de Syracuse       | LAH                 | 2   | 1                | 0                | 1                | 6                | -                | - | -                    | -                    | -                    |                      |                      |
| 2002-2003  | Blue Jackets de Columbus | LNH                 | 41  | 1                | 0                | 1                | 64               | -                | - | -                    | -                    | -                    |                      |                      |
| 2003-2004  | Crunch de Syracuse       | LAH                 | 4   | 0                | 1                | 1                | 8                | -                | - | -                    | -                    | -                    |                      |                      |
| 2003-2004  | Blue Jackets de Columbus | LNH                 | 16  | 0                | 0                | 0                | 12               | -                | - | -                    | -                    | -                    |                      |                      |
| 2003-2004  | Thrashers d'Atlanta      | LNH                 | 27  | 2                | 2                | 4                | 26               | -                | - | -                    | -                    | -                    |                      |                      |
| 2003-2004  | Capitals de Washington   | LNH                 | 13  | 1                | 0                | 1                | 14               | -                | - | -                    | -                    | -                    |                      |                      |
| 2004-2005  | IF Troja-Ljungby         | Allsvenskan         | 11  | 1                | 1                | 2                | 45               | -                | - | -                    | -                    | -                    |                      |                      |
| 2004-2005  | IF Troja Ljungby         | Suède D1            | -   | -                | -                | -                | -                | 10               | 1 | 2                    | 3                    | 24                   |                      |                      |
| 2005-2006  | EV Duisbourg             | DEL                 | 45  | 10               | 9                | 19               | 176              | -                | - | -                    | -                    | -                    |                      |                      |
| 2005-2006  | EV Duisburg              | DEL - Abstiegsrunde | 5   | 2                | 2                | 4                | 8                | -                | - | -                    | -                    | -                    |                      |                      |
| 2006-2007  | DEG Metro Stars          | DEL                 | 44  | 9                | 14               | 23               | 63               | 9                | 1 | 1                    | 2                    | 10                   |                      |                      |
| 2007-2008  | Devils de Lowell         | LAH                 | 63  | 3                | 5                | 8                | 82               | -                | - | -                    | -                    | -                    |                      |                      |
| 2008-2009  | EV Duisbourg             | DEL                 | 47  | 5                | 8                | 13               | 135              | -                | - | -                    | -                    | -                    |                      |                      |
| 2009-2010  | Stjernen Hockey          | GET ligaen          | 7   | 0                | 0                | 0                | 10               | -                | - | -                    | -                    | -                    |                      |                      |
| 2009-2010  | Leksands IF              | Allsvenskan         | 37  | 6                | 2                | 8                | 146              | 10               | 0 | 3                    | 3                    | 6                    |                      |                      |
| 2010-2011  | Leksands IF              | Allsvenskan         | 19  | 2                | 3                | 5                | 55               | -                | - | -                    | -                    | -                    |                      |                      |
| 2010-2011  | TPS Turku                | SM-liiga            | 16  | 0                | 1                | 1                | 61               | -                | - | -                    | -                    | -                    |                      |                      |
| 2011-2012  | Malmö Redhawks           | Allsvenskan         | 44  | 2                | 5                | 7                | 91               | 6                | 1 | 1                    | 2                    | 6                    |                      |                      |
| 2012-2013  | EV Duisbourg             | Oberliga            | 7   | 3                | 3                | 6                | 12               | -                | - | -                    | -                    | -                    |                      |                      |
| 2012-2013  | Karlskrona HK            | Allsvenskan         | 11  | 1                | 0                | 1                | 14               | 9                | 0 | 0                    | 0                    | 12                   |                      |                      |
| Totaux LNH | Totaux LNH               | Totaux LNH          | 269 | 7                | 13               | 20               | 311              | 4                | 0 | 0                    | 0                    | 4                    |                      |                      |

## Transactions en carrière
- 20 mars 1996 : échangé aux Sabres de Buffalo par les Blues de Saint-Louis avec le choix de 2e ronde des Sénateurs d'Ottawa (acquis précédemment par les Blues, Buffalo sélectionne Cory Sarich) lors du repêchage de d'entrée dans la LNH en 1996 et un choix de 3e round (Maksim Afinoguenov) lors du repêchage de d'entrée dans la LNH en 1997 en retour de Iouri Khmyliov et un choix de 8e round (Andrei Podkonicky) lors du repêchage de d'entrée dans la LNH en 1996.
- 23 juin 2000 : échangé aux Blue Jackets de Columbus par les Sabres de Buffalo avec Matt Davidson, le choix de 5e rounde des Sharks de San José (acquis précédemment par les Sabres, Columbus sélectionne Tyler Kolarik lors du repêchage de d'entrée dans la LNH en 2000 et un choix de 5e rounde (échangé plus tard aux Flames de Calgary, échangé plus tard aux Red Wings de Détroit, Détroit sélectionne Andreas Jamtin) lors du repêchage de d'entrée dans la LNH en 2001 pour compléter l'arrangement conclu par Columbus et Buffalo qui a permis aux Blue Jackets de sélectionner Dwayne Roloson et Geoff Sanderson au repêchage d'expansion de la LNH de 2000.
- 31 décembre 2003 : échangé aux Thrashers d'Atlanta par les Blue Jackets de Columbus en retour de considérations futurs.
- 9 mars 2004 : réclamé au ballotage par les Capitals de Washington des Thrashers d'Atlanta.
- 24 juillet 2007 : signe un contrat comme agent-libre avec les Devils du New Jersey.